# Parque Nacional Los Novillos
Parque Nacional Los Novillos är en park i Mexiko.   Den ligger i delstaten Coahuila, i den norra delen av landet, 1 100 km norr om huvudstaden Mexico City. Parque Nacional Los Novillos ligger 311 meter över havet.